# Kecskés István (nyelvész)
Kecskés István (Miskolc, 1947. szeptember 20. – 2025. február 27. vagy előtte) nyelvész. 2015-ben az egyesült államokbeli New York-i Állami Egyetemen professzor. 

## Pályafutása
Tanfolyamokat tart pragmatika, második nyelv elsajátítása és kétnyelvűség témakörben az Albanyban található New York-i Állami Egyetemen. Az Amerikai Pragmatikai Szövetség (angolul: American Pragmatics Association) és A kínai mint második nyelv kutatás (angolul: Chinese as a Second Language Research) szövetség elnöke. A két- és többnyelvűségi barcelonai nyári iskola alapítója és társigazgatója (2016-ig), valamint a párizsi Sorbonne – New York-i Állami Egyetem, Albany Graduate Student Symposium alapítója és társigazgatója.

## Oktatás és díjak
1977-ben szerzett doktori fokozatot a Kossuth Egyetemen (mai Debreceni Egyetem) és 1986-ban a Magyar Tudományos Akadémián szerzett tudományos fokozatot 1986-ban. 
Magyarországon számos orosz nyelvtankönyvet adott közre. 1989 óta az USA-ban él és dolgozik.
Kecskés egyetemi ösztöndíjban részesült a Rockefeller Alapítványtól 2004-ben, majd a Rockefeller Kutatóközpontban, Bellagióban (Olaszország) kutatott. 2009-ben tiszteletbeli professzora lett a Zhejiang Egyetemnek.

## Kutatás
Kecskés Foreign language and mother tongue (Idegen nyelv és anyanyelv) című könyvét, melynek társszerzője dr. Papp Tünde, az Erlbaum 2000-ben publikálta. Ez volt az első könyv, amely longitudinális kutatások alapján ismertette a második nyelvnek az első nyelvre gyakorolt hatását. A Situation-Bound Utterances in L1 and L2 című könyvében (DeGruyter, 2003) bemutatta az SBU fogalmát. Kecskés Intercultural Pragmatics című könyvét (Interkulturális gyakorlat, Oxford University Press, 2014) úttörő monográfiának tekintik, amely a terület kutatását formálja. Néhány könyve, például az Explorations in Chinese as a Second Language (A kínai nyelv mint második nyelv felfedezése, Springer, 2017) és Key Issues in Chinese as a Second Language (A kínai nyelv mint második nyelv kulcsfontosságú kérdései, Routledge, 2017) jelentősen hozzájárult a kínai mint második nyelv kutatásához.

## Szerkesztői munka
Kecskés az „Intercultural Pragmatics” (DeGruyter) folyóirat, a „Mouton Series in Pragmatics”, a kétnyelvű (kínai–angol) „CASLAR (Chinese as a Second Language Research)” folyóirat alapító-szerkesztője. A John Benjamins által kiadott „Journal of Language Aggression and Conflict” folyóirat társalapító-szerkesztője (társalapító Pilar Garces Blitvich).

## Válogatott publikációk
- Kecskés István. 2019. English as a Lingua Franca: The pragmatic perspective. Cambridge: Cambridge University Press.[9]
- Kecskés, I. and M. Kirner-Ludwig. 2019. Odd structures in English as a Lingua Franca discourse. Journal of Pragmatics. https://doi.org/10.1016/j.pragma.2019.04.007
- Kecskés, I., Robert E. Sanders and Anita Pomerantz. 2017. The basic interactional competence of language learners. Journal of Pragmatics. Vol. 124: 88-105.
- Kecskés, I. 2017. The interplay of recipient design and salience in shaping speaker's utterance. In María de Ponte and Kepa Korta (eds.) Reference and Representation in Thought and Language. Oxford: Oxford University Press. pp. 238–273.
- Kecskés, I. 2017. Context-sensitivity in intercultural impoliteness. Journal of Politeness Research. Vol. 13. No. 1: 7-33.
- Kecskés, Istvan (ed.). 2017. Explorations into Chinese as a Second Language. Cham: Springer.
- Kecskés, I. 2015. Intracultural communication and intercultural communication: Are they different? International Review of Pragmatics. Vol. 7: 171-194.
- Kecskés, I. 2015. How does pragmatic competence develop in bilinguals? International Journal of Multilingualism. Vol. 12. No. 4: 419-434.
- Kecskés, István. 2014. Intercultural Pragmatics. Oxford, UK: Oxford University Press. (ISBN 978-0-19-989265-5ISBN 978-0-19-989265-5)
- Иштван Кечкеш. 2014. Слово, контекст и коммуникативное значение. (Word, context and communicative meaning). ВЕСТНИК Российского университета дружбы народов. ЛИНГВИСТИКА, 2014, № 1: 7-20.
- Kecskés, I. 2013. About bilingual competence. Xiandai Waiyu [Modern Foreign Languages], Vol. 37, No1: 1-22.
- Kecskés, I. 2010. Situation-Bound Utterances as Pragmatic Acts. Journal of Pragmatics. Vol. 42. No. 11: 2889-2897.
- Kecskés, I. 2010. Dual and Multilanguage Systems. International Journal of Multilingualism. Vol. 7. No. 2: 1-19.
- Kecskés, I. 2010. The paradox of communication: A socio-cognitive approach. Pragmatics & Society. Vol. 1. No. 1: 50-73
- Kecskés, I. & F. Zhang. 2009. Activating, seeking and creating common ground: A socio-cognitive approach. Pragmatics & Cognition. Vol. 17. No. 2: 331-355.
- Kecskés, I. 2008. Dueling context: A dynamic model of meaning. Journal of Pragmatics.Vol. 40. Issue 3: 385-406.
- Kecskés, I. and Laurence Horn. 2007. Explorations in Pragmatics: Linguistic, Cognitive and Intercultural Aspects. Berlin/New York: Mouton.
- Kecskés, István and Liliana Albertazzi (eds.) 2007. Cognitive Aspects of Bilingualism. Heidelberg:London: Springer.
- Kecskés, István. 2003. Situation-Bound Utterances in L1 and L2. Berlin/New York: Mouton de Gruyter.
- Kecskés, István – Papp, Tünde. 2000. Foreign Language and Mother Tongue. Mahwah, NJ: Lawrence Erlbaum. (ISBN 0-8058-2759-5)
- Kecskés István–Papp Tünde: Elméleti nyelvészet, alkalmazott nyelvészet, nyelvoktatás; Ts-4 Programiroda, Bp., 1990 (A felsőoktatás fejlesztését szolgáló kutatások)
- Mikroszámítógépek használata az idegennyelv-oktatásban; Tankönyvkiadó, Bp., 1987

## Fordítás
Ez a szócikk részben vagy egészben  az   István Kecskés (linguist) című angol Wikipédia-szócikk ezen változatának fordításán alapul.  Az eredeti cikk szerkesztőit annak laptörténete sorolja fel. Ez a jelzés csupán a megfogalmazás eredetét és a szerzői jogokat jelzi, nem szolgál a cikkben szereplő információk forrásmegjelöléseként.